# Orthopedisch schoenmaker

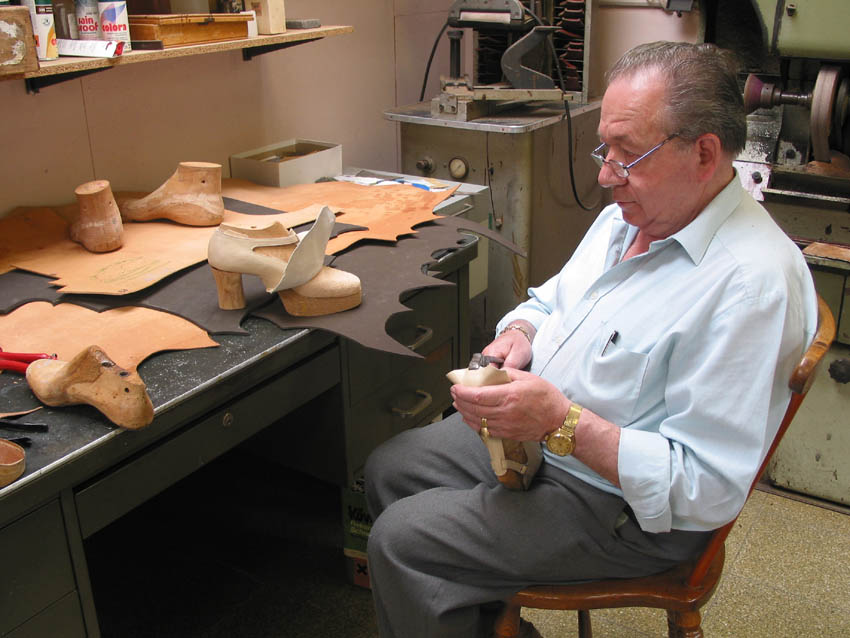

Een orthopedisch schoenmaker is een schoenmaker die zich bezighoudt met het maken van steunzolen en orthopedische schoenen op maat. 
Steunzolen worden op maat gemaakt door de orthopedisch schoenmaker door middel van een blauwdrukapparaat en een 3D-opname van de voet. Voor het maken van maatsteunzolen heeft de orthopedisch schoenmaker deze twee technieken nodig. De blauwdruk geeft heel nauwkeurig weer, tot op 1mm, waar er overdruk is zoals zich dat in de voet voordoet bij een belaste stand. De 3D-opname kan gebeuren met gips, of met wassen plaatjes. Het gebruik van wassen plaatjes heeft sinds 1986 het gebruik van gips teruggedrongen. Rond diezelfde tijd kwamen de schuimdrukdozen op de markt die veel goedkoper zijn dan de wassen plaatjes en om die reden veel worden gebruikt. De schuimdrukdozen kunnen niet altijd het gewenste effect geven voor het vervaardigen van een paar maatsteunzolen.
Ook orthopedische schoenen worden op maat gemaakt met een blauwdruk van de voeten waarop men de maten van die voeten noteert. Deze maten zijn nodig om de houten of kunststof leesten te kunnen maken waarop de schoen zal worden gemaakt. Afhankelijk van de misvorming van de voet kan men de maat nemen met gipswindels of een 3d-laserscansystemen of andere daarvoor uitgeruste apparatuur die de voet en het been compleet in beeld brengen. Men is zodoende in staat om een exacte kopie van de voet en het been te maken. De stand van het been, zoals hakhoogte, vorm van de neus, etc. bepalen uiteindelijk de vorm van de te dragen schoen.
Het beroep "orthopedische schoenmaker" wordt in België erkend door het RIZIV. Hierdoor is het mogelijk een gedeelte van de kosten door het Belgische ziekenfonds vergoed te krijgen.